# Morkinskinna
Morkinskinna er en norrøn kongesaga, der handler om de norske konger fra omkring 1035 til 1177. Originalen må være skrevet på Island i tiden 1200-20 og bygger delvis på ældre, skriftlige kilder (den tabte Hryggjarstykki), delvis på skjaldekvad og mundtlig islandsk overlevering.
Sagaen er blevet bevaret i et håndskrift fra omkring 1275. Morkinskinna er en art fortsættelse af Olav Haraldssons saga, da den går fra hans søn Magnus den Gode til 1177. Den indeholder 263 skjaldestrofer og 30 indlagte småhistorier, især om islændinges besøg hos norske konger.
Morkinskinna (= det mørnede skind) er navnet på den manuskriptsamling, hvori sagaen er bevaret. Bogen selv, GKS 1009 fol, er på Det Kongelige Bibliotek i København, Danmark. Þormóður Torfason (Thormod Torfæus) bragte den til Danmark i 1662.
Sagaen findes i adskillige udgaver på moderne sprog. I 1932 udkom Finnur Jónssons udgave, og to år senere kom Jón Helgasons udgave 1934, begge på islandsk. Den blev oversat til engelsk af Theodore M. Andersson og Kari Ellen Gade (2000). I 2001 blev den oversat til nynorsk af Kåre Flokenes.
Den 13. maj 2005 kundgjorde den islandske regering, at den ønskede at forære det norske folk en videnskabelig udgave af værket. Den blev udgivet i 2011 af forlaget Hið islenzka fornritafélag.